# Castelo Rá-Tim-Bum
Castelo Rá-Tim-Bum é uma série de televisão infantil brasileira produzida e exibida pela TV Cultura entre 9 de maio de 1994 e 24 de dezembro de 1997, totalizando 90 episódios e um episódio especial. É considerado um dos melhores produtos audiovisuais da história da televisão brasileira. O programa já marcou audiência média de 12 pontos, a maior de qualquer outro programa educativo da TV Cultura, atingindo até picos de 14 pontos em reprises de episódios.

## Enredo
Nino é um garoto de 300 anos que vive com seu tio, o Dr. Victor, um feiticeiro e cientista, e com sua tia-avó Morgana, uma feiticeira de 6.000 anos de idade. Os três moram em um castelo em algum bairro implícito na cidade de São Paulo. Aprendiz de feiticeiro, Nino nunca frequentou uma escola por causa da idade nada comum de 300 anos. Seus pais o deixaram morando com Victor e Morgana porque precisavam viajar numa expedição no espaço sideral, levando seus dois irmãos mais novos. Apesar de ter amigos animais sobrenaturais no Castelo, Nino, sentindo falta de amigos como ele, resolve fazer um feitiço que aprendeu com seu tio Victor, e acabou trazendo para o Castelo três crianças que tinham acabado de sair da escola.
Livre da solidão, Nino recebe a visita dos três diariamente, além das visitas especiais de um velho amigo seu, o entregador de pizza Bongô; da charmosa repórter de TV, Penélope; da lenda folclórica Caipora; e de um ET, o Etevaldo. Para preencher o lado maligno da história está o Dr. Abobrinha, um especulador imobiliário que deseja derrubar o Castelo e construir em seu lugar um prédio de cem andares.

## Produção
Parcialmente inspirado no também educativo Rá-Tim-Bum, deu origem a uma franquia televisiva, da qual também faz parte Teatro Rá-Tim-Bum e Ilha Rá-Tim-Bum. Castelo Rá-Tim-Bum é uma criação do dramaturgo Flávio de Souza e do diretor Cao Hamburger, com roteiros de Dionísio Jacob (Tacus), Cláudia Dalla Verde, Bosco Brasil, Anna Muylaert e Mário Teixeira; além de bonecos criados por Jésus Sêda. Devido ao seu caráter educativo, a produção fez parte da parceria entre Fiesp e TV Cultura, tal como vários programas infanto-educativos da emissora. Nos créditos, é possível ver os logotipos de: Fiesp, Sesi e Senai. Embora o programa fosse voltado ao público de 3 a 8 anos em fase educacional, atingia uma massa de audiência entre 3 e 16 anos.
Castelo Rá-Tim-Bum teve o orçamento mais caro de um programa da história da TV Cultura, com os primeiros 70 episódios custando 1,2 milhões de dólares – ou 16 bilhões de cruzeiros, como era o dinheiro da época. Inicialmente, a série chamar-se-ia Castelo do Doutor Victor ou Castelo Encantado. Devido aos altos custos concluiu com 90 episódios e um especial.
Em 6 de julho de 2023, o ator Pascoal da Conceição, que era amigo do dramaturgo falecido Zé Celso, contou à GloboNews que seu personagem Doutor Abobrinha foi totalmente inspirado na história da disputa do Teatro Oficina com o Grupo Silvio Santos desde a década de 1980.

## Exibição

### No Brasil
Castelo Rá-Tim-Bum estreou na TV Cultura em 9 de maio de 1994 às 19h, faixa que a emissora já destinava a produções infantojuvenis e até então era ocupada pelo programa Glub Glub. Exibido de segunda a sexta-feira, o seriado também era reapresentado diariamente às 10h e às 15h30, aos sábados às 18h30 e aos domingos às 16h30. Os últimos episódios inéditos dos 90 totais foram exibidos em 1997, e a partir daí o seriado foi reprisado ininterruptamente até 2007, retornando meses depois e permanecendo na programação da TV Cultura com alguma regularidade até deixá-la definitivamente em abril de 2016. No Brasil a produção também foi transmitida na TVE Brasil e TV Brasil, além de ter sido uma das primeiras atrações exibidas pela TV Rá-Tim-Bum, emissora por assinatura lançada pela Fundação Padre Anchieta em 2004.
Castelo voltou a ser reprisado pela TV Cultura de 21 de junho a 18 de outubro de 2024, nas noites de sexta, como parte das comemorações dos 55 anos do relançamento da emissora. Os episódios foram digitalizados através de recursos de inteligência artificial.
O legado do show no Brasil é tão forte que, em 2025, foi criada uma exposição que conta com itens originais como os cenários, roupas, bonecos e até com salas inéditas e uma reprodução da fachada do castelo com mais de 17 m de altura. O visitantes também puderam conhecer alguns roteiristas, bastidores e homenagens aos profissionais que trabalharam na trilha sonora da produção.

### Internacional
Castelo Rá-Tim-Bum foi o primeiro seriado exportado pela TV Cultura, que até então distribuía para emissoras internacionais apenas documentários e teleteatros. Entre o fim de 1994 e o início de 1995, num acordo com a Cubavisión, de Cuba, 40 episódios da produção foram dublados para a língua espanhola local e por lá transmitidos, e em troca a TV Cultura os vendeu para outros países da América Latina com o título Castillo Rá-Tim-Bum. A negociação foi intermediada pela Radio Televisión Dominicana, da República Dominicana, que também veiculou a série. Castelo também esteve nas programações da Chilevisión, do Chile, Canal 5, do Uruguai, Nickelodeon, em seu sinal para os países latinos, e RTP 2, de Portugal. Em 2013 o seriado estreou, por ocasião de uma troca de conteúdos com a TV Cultura, no sinal internacional da TV Globo para brasileiros residentes no exterior.

## Elenco

### Principal
| Ator/Voz        | Personagem |
| --------------- | ---------- |
| Cassio Scapin   | Nino       |
| Sérgio Mamberti | Dr. Victor |
| Rosi Campos     | Morgana    |
| Luciano Amaral  | Pedro      |
| Cinthya Rachel  | Biba       |
| Fredy Allan     | Zequinha   |

### Recorrentes
| Ator/Voz                | Personagem            |
| ----------------------- | --------------------- |
| Ângela Dip              | Penélope              |
| Patricia Gasppar        | Caipora               |
| Wagner Bello            | Etevaldo              |
| Eduardo Silva           | Bongô                 |
| Pascoal da Conceição    | Dr. Abobrinha         |
| Flávio de Souza         | Tíbio                 |
| Henrique Stroeter       | Perônio               |
| Marcelo Tas             | Telekid               |
| Fabiana Prado           | Lana                  |
| Teresa Athayde          | Lara                  |
| Dilma Campos            | Patativa 1            |
| Ciça Teivelis Meirelles | Patativa 2            |
| Vários músicos          | João de Barro         |
| Vinícius de Andrade     | Apresentador do Circo |

### Bonecos de manipulação
| Ator / Voz                  | Personagem         |
| --------------------------- | ------------------ |
| Álvaro Petersen             | Celeste            |
| Álvaro Petersen             | Godofredo          |
| Cláudio Chakmati            | Mau                |
| Cláudio Chakmati            | Porteiro           |
| Cláudio Chakmati            | Radialista         |
| Fernando Gomes              | Gato Pintado       |
| Fernando Gomes              | Relógio            |
| Fernando Gomes              | Fura Bolo          |
| Luciano Ottani              | Adelaide           |
| Theo Werneck                | Tap                |
| Gérson de Abreu             | Flap               |
| Marcos Magalhães (animação) | Ratinho            |
| João Ferreira               | Livro falante      |
| João Ferreira               | Felizberto         |
| João Ferreira               | Girassol carnívoro |

### Participações
| Ator/Voz               | Personagem               | Episódio                     |
| ---------------------- | ------------------------ | ---------------------------- |
| Eliana Fonseca         | Naná                     | Uma babá nada boa            |
| Ramon Bueno dos Santos | Cupido                   | Travessura de cupido         |
| Júlia Tavares          | Zula, a Menina Azul      | Zula, a menina azul          |
| Siomara Schoröder      | Etcetera                 | Lar, doce lar                |
| André Abujamra         | Tadeu                    | Vou aparecer na TV           |
| Rodrigo Santiago       | Almirante Costa          | Entrei de gaiato num veleiro |
| Deni Bloch             | Eduardina (Dina)         | Travessura de cupido         |
| Cláudio Mamberti       | Professor Aldebaran      | Relações Familiares          |
| Isabela Herbetta       | Mariana                  | Todo dia pode ser Natal      |
| Wellington do Amaral   | Neneco                   | O Tesouro dos Desejos        |
| Henrique César         | Eugênio                  | Eugênio, o gênio             |
| Ada Chaseliov          | Bruxa da Branca de Neve  | Felizes para Sempre          |
| Mira Haar              | Madrasta da Cinderela    | Felizes para Sempre          |
| Chris Couto            | Bruxa da Bela Adormecida | Felizes para Sempre          |
| Lígia Cortez           | Professora Clotinha      | A Escola Vai Até o Nino      |
| Luiz Guilherme         | Ulisses                  | Gravidez                     |
| Elias Andreato         | Leonardo da Vinci        | Um sorriso eterno            |
| Arthur Kohl            | Mágico                   | Mágicas orelhudas            |
| Augusto Pompeo         | Saci                     | Xi! Escapou o saci!          |

## Obras derivadas

### Livros[23]
- O Álbum do Nino
- O Diário de Bordo do Etevaldo
- As Experiências de Tíbio e Perônio
- As memórias de Morgana
- Os Enigmas do Mau
- As Fofocas da Celeste
- As Aventuras do Bongô
- As Reportagens da Penélope
- As Estripulias de Biba, Pedro e Zeca
- Verdades e Mentiras sobre o Dr. Abobrinha
- Lendas e Causos da Caipora
- Dicionário do Castelo Rá-Tim-Bum
- As Invenções do Doutor Victor
- Castelo Rá-Tim-Bum, O Livro baseada em Castelo Rá-Tim-Bum, o Filme

### Quadrinhos
A revista em quadrinhos foi lançada pela Editora Ação e posteriormente pela Editora Camelot, esta a partir da 15ª edição. No total foram 20 números, publicados entre dezembro de 1997 e julho de 1999. Produção do estúdio Freedom Books, roteiros de Eder Araujo e Lídice Marli de Castro com desenhos de Edil Araujo.

### Jogos
A Tectoy desenvolveu um jogo de plataforma baseado na série para o Sega Master System, lançado em 1997 com base no episódio Sua Majestade, O Bebê. Em 2024 foi lançado Castelo Rá-Tim-Bum: A Aventura do Ratinho, um jogo cooperativo de tabuleiro desenvolvido pela Pony corn parceria com a TV Cultura para todas as idades, onde todos jogam para ajudar o Ratinho a recuperar os itens surrupiados pelo Mal. 

### Castelo Rá-Tim-Bum, o filme
Em 1999, foi lançado Castelo Rá-Tim-Bum, o filme, com direção de Cao Hamburger. O longa é vagamente baseado na série, sem nenhuma continuidade de enredo, com a adição de novos personagens. Os quadros educativos foram deixados de lado em favor da narrativa. A aparência do castelo foi modificada: ao invés de tradicional maquete, o Palácio dos Cedros, no bairro Ipiranga, em São Paulo, serviu de locação para as cenas externas. Nino, que era interpretado pelo adulto Cassio Scapin, passou a ser vivido pelo ator infantil Diegho Kozievitch. As demais crianças, que eram vividas por atores pré-adolescentes, foram interpretadas por crianças mais novas, dando a entender que o filme se passa cronologicamente antes da série (quando Nino era mais novo e ainda não conhecia Pedro, Biba e Zeca, que na época do filme não eram nascidos). O filme teve um orçamento total de sete milhões de reais, pouco comum para um filme infanto-juvenil brasileiro, e foi um sucesso na época tanto que foi já foi exibido diversas vezes até pela Globo, tempos depois pela própria TV Cultura.

### Séries animadas
Em 2020 foi anunciado que o Castelo devia ganhar uma série animada. Em 2 de maio de 2020 a TV Cultura e a TV Rá Tim Bum exibiram o primeiro episódio de Mau e Godofredo em #ficadica; foram 12 episódios - exibidos semanalmente - com dicas como não deixar a torneira aberta pingando, com direção de Gert Seewald e argumento de Fábio Chaves. Em 4 de março de 2023 a TV Rá-Tim-Bum estreou outra animação, foram sete clipes animados, com canções que homenageiam os personagens Porteiro, Tap e Flap, Relógio, Mau e Godofredo, Celeste, Gato Pintado e Adelaide. As músicas foram criadas por Curumin, e interpretadas por Anelis Assumpção, BNegão, entre outros. A dupla Mau e Godofredo também ganhou um novo tema, interpretado por Jair Oliveira e composto por Fábio Rouge. Os episódios estão disponíveis no YouTube do canal.

### Noite de Natal no Castelo
Em 24 de dezembro de 2021, a TV Cultura exibiu um especial de natal intítulado "Noite de Natal no Castelo", sendo uma animação narrada pela atriz Zezé Motta. O filme animado trouxe os personagens clássicos do programa em uma aventura de natal, com uma homenagem ao ator Sérgio Mamberti, falecido em setembro do mesmo ano, em decorrência de uma infecção pulmonar. Tio Victor teve a voz do ator Marcos Azevedo.

### Castelo Rá-Tim-Bum – O Reencontro
Em 25 de fevereiro de 2023, a TV Cultura exibiu mais um especial da série, em parceria com a fabricante de biscoitos Oreo. Denominado "Castelo Rá-Tim-Bum – O Reencontro", o programa reuniu os atores que fizeram a série nos anos 90, com exceção de Luciano Amaral (que interpretou Pedro) por questões contratuais. A Oreo fez ainda um comercial de 1m30, um curta-metragem em que Biba (Cinthya Rachel) leva seu marido e seus filhos para conhecer o Castelo e se encontram com Nino, Morgana, Gato Pintado, Mau, Godofredo, Relógio e Celeste.

### Morgana e Celeste
Em 9 de outubro de 2023, a TV Cultura estreou a primeira temporada da série centrada na bruxa Morgana (Rosi Campos) e na cobra Celeste (Alvaro Petersen). No Castelo Rá-Tim-Bum, Morgana já era uma contadora de histórias, no spin-off, a feiticeira relembra os eventos presenciados por ela a partir de objetos como a sandália de Aquiles, um dragão chinês ou até mesmo uma réplica do 14-bis. Foram ao ar seis episódios em 2023: A invenção do avião, Rei Midas, Cavalo de Troia, A primeira sessão de cinema, A invenção do telefone e As pirâmides do Egito. Em 8 de maio de 2024 estreou a segunda temporada, com 54 episódios, a produção vai ar de segunda a sexta, na faixa do Quintal da Cultura, às 11h40 e 16h25, e aos sábados, às 11h40. Direção de Tom Hamburger e roteiros de Henrique Moreira.

### Tíbio e Perônio
Os personagens Tíbio (Flávio de Souza) e Perônio (Henrique Stroeter) retornaram em duas webséries. A primeira série, chamada apenas "Tíbio & Perônio", estreou em 8 de agosto de 2016 e falou das diversas tecnologias presentes na infraestrutura dos Jogos Olímpicos e Paralímpicos Rio 2016 desenvolvidas pela GE, patrocinador oficial do evento e do programa; foram cinco episódios veiculados no Youtube da GE e na TV Cultura, que também levou ao ar uma edição especial do programa Roda Viva com os personagens em 19 de julho de 2016. A segunda foi "As aventuras de Tíbio e Perônio através do DNA", realizada pela Genera, empresa especializada em testes genéticos. A série estreou em 21 de março de 2024 no Youtube da Genera e contou com a participação do doutor em genética da USP Ricardo Di Lazzaro. Foram quatro episódios.

### Peças teatrais
- Em 1997 Flávio de Souza decidiu adaptar o universo da série para o teatro, criando o musical infantil Castelo Rá-Tim-Bum em: Onde Está o Nino?, que estreou em 11 de maio sob direção de Mira Haar.[40] Do elenco televisivo foram escalados apenas Cassio Scapin, Luciano Amaral, Cinthya Rachel e Fredy Allan, além dos manipuladores dos bonecos, tendo ainda a adição de Cleide Eunice Queiroz como a antagonista Lordana, bruxa prima de Morgana, em uma história que narrava as desventuras das crianças em busca de finalmente dar mãos e pés para Celeste.[40] A peça teve grande repercussão e ficou em cartaz até 12 de outubro de 1998.[41]
- Em 11 de março de 2006 Rosi Campos estreou o espetáculo A Saga da Bruxa Morgana e o Enigma do Tempo, escrita e dirigida por Cláudia Borioni.[42]  A peça contava a história de Morgana contra Midiucrus, um bruxo do mal que volta 6 mil anos no tempo para tentar deter o nascimento dela, forçando-a a também viajar em seu próprio passado.[43] Sem nenhum outro membro do seriado, o elenco era formado por Carlo Briani, Luciana Vendramini e Cris Nicolotti.[44]
- Em 2009 Rosi retornou aos palcos com outra produção, A Bruxa Morgana: Como Tudo Começou, que contava a história de duas crianças de mundos diferentes que se tornam amigas e decidem fugir quando os povos se colocam contra, encontrando pelo caminho Morgana, que tem as respostas de todos os mistérios do mundo.[45][46] Originalmente a peça se chamaria A Saga da Bruxa Morgana e o Princípio de Todas as Coisas.[47]
- Em 2012 Rosi voltou a incorporar a personagem no espetáculo A Saga da Bruxa Morgana e a Família Real, peça educacional que explicava às crianças sobre a história do Brasil através do entretenimento.[48][49]
- Em 2012 Flávio de Souza escreveu a primeira produção solo para Penélope, intitulada Penélope, a Repórter Cor-de-Rosa. trazendo Angela Dippe de volta no personagem, que ficou em cartaz originalmente entre 29 de setembro a 25 de novembro.[50] A peça desvenda onde começou amor de Penélope pela cor-de-rosa e narra suas aventuras como jornalista.[51] Devido ao sucesso, a peça voltou aos palcos em 17 de março de 2013 e viajou o Brasil, sendo prorrogada até o fim de 2014.[52][53]
- Em 9 de setembro de 2017 é lançado o musical Castelo Rá-Tim-Bum: O Musical, que não trouxe nenhum membro do elenco original, nem os mesmos autores da série.[54] A história seguia a premissa do começo da série, sobre o solitário Nino que consegue finalmente fazer amigos, trazendo uma nova roupagem aos personagens da original, como Dr. Abobrinha, Morgana, Penélope, Caipora e até mesmo participações especiais marcantes como Zula e Ulisses.[55]
- Em 2017 também Cassio Scapin retornou ao papel de Nino para estrelar Admirável Nino Novo, que estreou em 7 de outubro com uma proposta diferente dos demais espetáculos infantis por não trazer mais ninguém no elenco, sendo um monólogo e contando apenas com a voz de Ney Matogrosso como o Espírito da Aventura, além da utilização de projeções e efeitos especiais.[56] Na história, Nino passa por uma crise existencial por seus amigos terem crescido e vivido novos desafios, enquanto ele não, buscando novas aventuras em sua vida.[57] Devido ao sucesso, a peça excursionou pelo Brasil e permaneceu em cartaz durante todo o ano de 2018, sendo estendida até 2019.[58]
- Em 2018 Rosi estrelou mais uma peça sobre Morgana, intitulada A Saga da Bruxa Morgana contra o Infalível Senhor do Tempo, que ficou em cartaz entre 9 de junho e 29 de julho.[59] A peça narrava as aventuras de Morgana e seus afilhados para encontrar o Senhor do Tempo e descobrir com exatidão quantos anos ela tinha, uma vez que ela lembrava apenas ter mais de 6 mil, fazendo uma viagem em seu passado.[60]

### Exposição

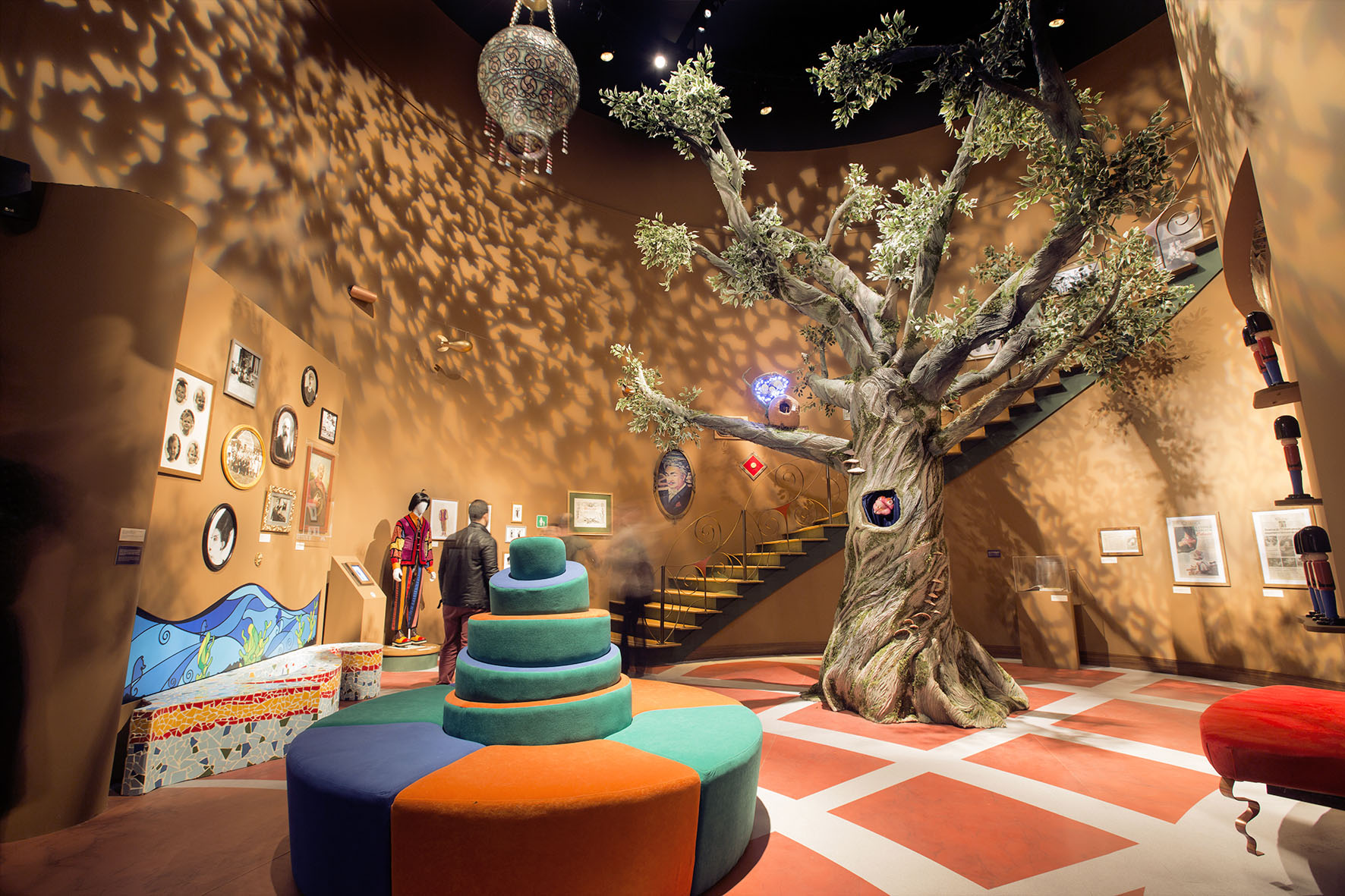
Exposição do Castelo Rá-Tim-Bum no MIS-SP.

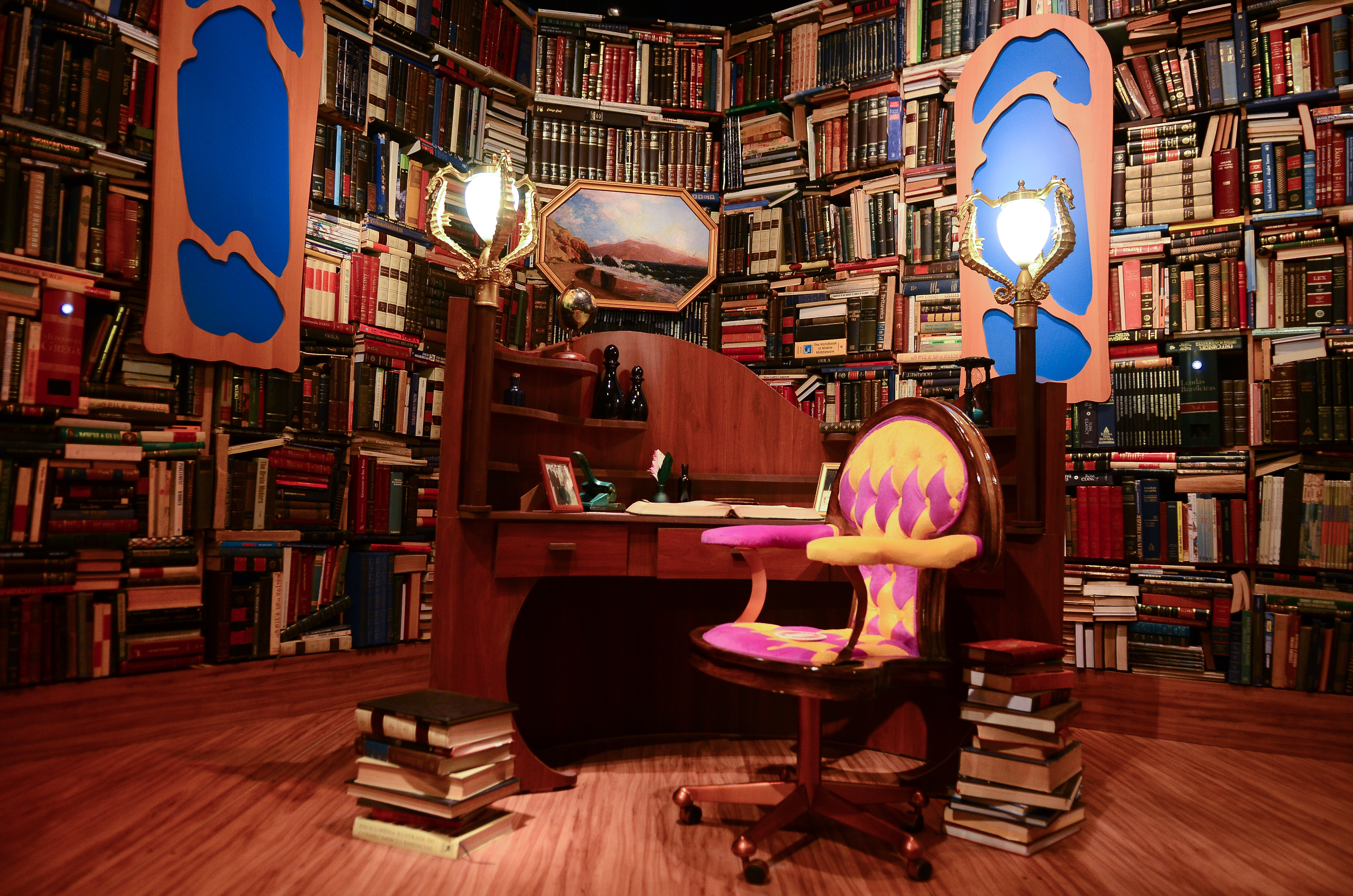
Recriação da Biblioteca do Castelo.

Em 2014 a TV Cultura fechou uma parceria com o Museu da Imagem e do Som (MIS), de São Paulo, para a realização de uma exposição em comemoração aos 20 anos de estreia do seriado, ficando aberta ao público entre 16 de julho e 12 de outubro. A exposição contou com a recriação de todos os cenários e objetos de cenas do castelo da forma mais fiel possível – incluindo a árvore central – e exibição dos bonecos originais e peças de roupas oficiais utilizadas pelos personagens, além de outros ambientes que traziam fotografias, reportagens e acervo visual, onde os visitantes podiam sentar e, sob o uso de fones de ouvidos, assistir entrevistas dos personagens e produção sobre o projeto.
A exposição atraiu atenção pública nacional e pessoas de diversas partes do país viajaram para vê-la, tendo um público de 2200 pessoas diariamente e uma fila de 1700 pessoas ao dia que não conseguiam comprar os ingressos esgotados. Devido a petições na internet, a exposição foi prorrogada até 4 de fevereiro de 2015. A exposição chegou ao fim com um público total de 410 mil pessoas. Apesar do alto público atingido, a TV Cultura continuou recebendo pedidos para que reabrisse a exposição e, em 2017, fechou uma parceria com o Memorial da América Latina, também em São Paulo, para realiza-la novamente entre 31 de março e 30 de junho.
O principal diferencial foi a recriação da fachada do Castelo em toda parte externa do Memorial, em proporções originais de como seria um castelo real, onde o público podia também percorrer e tirar fotos no jardim e na porta. Devido ao sucesso, a exposição foi prorrogada até novembro e, novamente, até 4 de fevereiro de 2018. Ao todo a nova edição recebeu 570 mil pessoas. Em 2018, ainda recebendo pedidos, a TV Cultura começou a avaliar a possibilidade de levar a exposição para outras cidades, sendo que entre 24 de março e 10 de junho esta foi levada para Campinas, interior paulista, onde foi instalada em menor escala no espaço de eventos do Shopping Iguatemi Campinas.

## Trilha sonora
A trilha sonora da série Castelo Rá-Tim-Bum foi lançada em 17 de dezembro de 1995 pela Velas. Anos mais tarde, a trilha sonora foi relançada pela Universal Music.
| Lista de faixas |                               |                                             |                                                       |         |  |
| N.º             | Título                        | Compositor(es)                              | Intérprete(s)                                         | Duração |  |
| 1.              | "Abertura"                    | André Abujamra                              | Carlinhos, Ringo, Marcos Bowie, Cidinha & Rita Kfouri | 01:01   |  |
| 2.              | "Zeca, Nino, Pedro, Biba"     | Fernando Salem, Luiz Macedo                 | Fernando Salem                                        | 02:58   |  |
| 3.              | "Penélope"                    | Fernando Salem, Luiz Macedo                 | Roger                                                 | 02:24   |  |
| 4.              | "Morgana"                     | André Abujamra, Maurício Pereira            | Rosi Campos & Fernando Gomes                          | 02:39   |  |
| 5.              | "Etevaldo"                    | Fernando Salem, Luiz Macedo                 | Paulinho Moska                                        | 02:21   |  |
| 6.              | "Ratinho Tomando Banho"       | Hélio Ziskind                               | Hélio Ziskind                                         | 01:14   |  |
| 7.              | "Felino Sabidão"              | Fernando Salem, Luiz Macedo                 | Ed Motta                                              | 02:23   |  |
| 8.              | "Mau"                         | André Abujamra, Maurício Pereira            | Maurício Pereira                                      | 02:03   |  |
| 9.              | "Porque Sim Não É Resposta"   | Hélio Ziskind                               | Hélio Ziskind                                         | 01:37   |  |
| 10.             | "Celeste, a Cobra"            | André Abujamra, Fernando Salem, Luiz Macedo | Vânia Bastos                                          | 02:32   |  |
| 11.             | "Dr. Abobrinha"               | André Abujamra, Maurício Pereira            | Gerson de Abreu                                       | 02:45   |  |
| 12.             | "Caipora"                     | Fernando Salem, Luiz Macedo                 | Pena Branca & Xavantinho                              | 02:27   |  |
| 13.             | "Lavar as Mãos"               | Arnaldo Antunes                             | Arnaldo Antunes                                       | 01:20   |  |
| 14.             | "Bongô"                       | André Abujamra, Maurício Pereira            | Skowa                                                 | 02:34   |  |
| 15.             | "Ratinho Escovando os Dentes" | Hélio Ziskind                               | Hélio Ziskind                                         | 01:22   |  |
| 16.             | "Somar É Legal"               | Fernando Salem                              | Fernando Salem                                        | 01:22   |  |
| 17.             | "Que Som É Esse?"             | Hélio Ziskind                               | Fernando Ziskind                                      | 04:03   |  |
| 18.             | "Como se Faz Disco?"          | Wandi Doratiotto                            | Wandi Doratiotto                                      | 01:19   |  |
| Duração total:  | Duração total:                | Duração total:                              | Duração total:                                        | 35:44   |  |

## Recepção

### Audiência
Antes mesmo de completar duas semanas no ar, a série já era um sucesso de IBOPE e público. Em sua estreia, conseguiu cravar 8 pontos no Ibope, o que equivalia na época a 318.320 domicílios. Em seu 2º episódio, também repetiu a mesma façanha. Sua estreia significou um aumento de 50% de audiência na faixa, já que o seu antecessor no horário, o Glub Glub, registrava de 3 a 4 pontos na audiência (aproximadamente 198 mil residências sintonizadas na época). O SBT, que no mesmo horário, com o extinto TJ Brasil, ocupava a vice-liderança com médias de 11 pontos no horário (437.690 residências), viu sua hegemonia ser abalada, já que exatamente 1 semana depois de sua estreia o infantil da Cultura chegou a dois dígitos e registrou 10 pontos, segundo o Data Ibope, dobrando em quase três vezes a audiência das 19h a 19h30 da época.

### Prêmios e indicações
| Ano  | Prêmio                 | Categoria                                  | Resultado | Ref.   |
| ---- | ---------------------- | ------------------------------------------ | --------- | ------ |
| 1994 | Prêmio APCA            | Melhor Programa Infantil                   | Venceu    | [ 74 ] |
| 1995 | Festival de Nova York  | Medalha de Prata: Melhor Programa Infantil | Venceu    | [ 74 ] |
| 1995 | Prêmio Sharp de Música | Melhor Disco Infantil                      | Venceu    | [ 74 ] |